# Bařice-Velké Těšany
Bařice-Velké Těšany è un comune della Repubblica Ceca facente parte del distretto di Kroměříž, nella regione di Zlín.